# عماد زكي يحيى
عماد زكي يحيى هو كاتب وصحفي وأكاديمي عراقي وُلد في الثالث من أغسطس عام 1955 بمدينة بغداد لعائلة تعود أصولها إلى مدينة الموصل في شمال العراق، وحصل على بكالوريوس هندسة النفط من جامعة بغداد عام 1977، ثم حصل على درجة الماجستير في هندسة الخزانات النفطية من جامعة بغداد عام 1987، ثم نال درجة الدكتوراه في محاكاة خزانات النفط من جامعة بغداد عام 1993، وتوفّي في الثالث من أغسطس عام 2016.

## مسيرته المهنية
عمل عماد زكي يحيى عقب تخرجه من الجامعة مهندسًا للنفط بمنظمة نفط الشمال فًي مدينة كركوك بالعراق ما بين عامي 1977-1980، حيث تضمن عمله برنامجًا تدريبًا، وتكليفًا ميدانيًّا في تسجيل واختبار الآبار النفطية، ثم تدرج في المناصب فأصبح مديرًا ميدانيًّا لقطاع الرميلة ما بين عامي 1980 - 1986، ثم رئيسًا لقسم خزانات النفط في وزارة النفط العراقية عام 1989، ثم رئيسًا للجنة الفنية بالوزارة ما بين عامي 1999-2000، ثم انتقل إلى فنزويلا حيث عمل أستاذًا محاضرًا بجامعة سيمون بوليفار في كاراكاس وعضوًا بالمجلس الاستشاري في جامعة سيمون بوليفار بفنزويلا.

## أعماله ومؤلفاته
ألف عماد زكي يحيى العديد من المؤلفات والدراسات الأكاديمية، ومن أهمها:
- دراسة خزان حقل الرافدين النفطي (نموذج محاكاة): صدرت عام 1997.
- وكتب عديدة منها كتاب دموع على سفوح المجد